# Navua FC
Navua FC ist ein fidschianischer Fußballverein aus Navua, einer Stadt auf der größten Insel Fidschis, Viti Levu. Das Stadion des Vereins ist der Thomson Park in Navua.

## Geschichte
Der Verein wurde 1943 unter der Führung von Chandra Pal Singh, einem fidschianischen Politiker, gegründet. Der Verein spielte lange in der zweiten Division und stieg erst von wenigen Jahren in die höchste Liga auf. 2003 gewann der Club mit dem fidschianischen Pokal seinen ersten Titel. In der jüngeren Vergangenheit gelang der Vorstoß auf die vorderen Ränge der Meisterschaft, der Gewinn des nationalen Meistertitels blieb dem Verein bisher aber verwehrt. 2008 und 2009 wurde zwei Mal in Folge der Pokalwettbewerb gewonnen, zuvor hatte Ba FC vier Mal in Folge den Pokalwettbewerb gewonnen.

## Erfolge
- Inter-District Championship: 1[1]

2009
- Kampf der Giganten: 1

2005
- Fidschianischer Fußballpokal:

2003, 2008, 2009